# Hafei Lobo
Hafei Lobo je gradski automobil kineskog proizvođača Hafei Motor. Automobil je temeljen na Lubao (Lobo) dizajnu talijanske dizajnerske tvrtke Pininfarina, te je predstavljen 2002.
U Maleziji se automobil predstavljao pod imenom Naza Sutera, te ga je proizvodila malajska tvornica Naza. Za rusko tržište automobil je imao ime Hafei Brio, dok se u Šri Lanci automobil zvao Micro Trend, te ga je proizvodila tamošnja tvornica Micro Cars Limited.
Hafei Lobo dostupan je u dva benzinska motora:
- 1.0 - DA465Q-2- 8 V - 33,5kW (45 KS)
- 1.1 - DA468Q-2-16V - 48 kW (64 KS)